# Szlovénia a 2014. évi téli olimpiai játékokon
Szlovénia az oroszországi Szocsiban megrendezett 2014. évi téli olimpiai játékok egyik részt vevő nemzete volt. Az országot az olimpián 8 sportágban 66 sportoló képviselte, akik összesen 8 érmet szereztek. Szlovénia első aranyérmét szerezte a téli olimpiai játékok történetében.

## Érmesek
| Érem  | Versenyző     | Sportág   | Versenyszám                 |
| ----- | ------------- | --------- | --------------------------- |
| Arany | Tina Maze     | Alpesisí  | Női lesiklás                |
| Arany | Tina Maze     | Alpesisí  | Női óriás-műlesiklás        |
| Ezüst | Peter Prevc   | Síugrás   | Férfi egyéni, normálsánc    |
| Ezüst | Žan Košir     | Snowboard | Férfi parallel slalom       |
| Bronz | Teja Gregorin | Biatlon   | Női 10 km üldözőverseny     |
| Bronz | Vesna Fabjan  | Sífutás   | Női egyéni sprint           |
| Bronz | Peter Prevc   | Síugrás   | Férfi egyéni, nagysánc      |
| Bronz | Žan Košir     | Snowboard | Férfi parallel giant slalom |

## Alpesisí
Férfi
| Versenyző      | Versenyszám            | 1. futam      | 1. futam      | 2. futam | 2. futam | Összesítés | Összesítés |
| Versenyző      | Versenyszám            | Idő           | Hely.         | Idő      | Hely.    | Idő        | Helyezés   |
| -------------- | ---------------------- | ------------- | ------------- | -------- | -------- | ---------- | ---------- |
| Klemen Kosi    | Lesiklás               |               |               |          |          | 2:08,98    | 24.        |
| Klemen Kosi    | Műlesiklás             | nem ért célba | nem ért célba | kiesett  | kiesett  | kiesett    | kiesett    |
| Klemen Kosi    | Óriás-műlesiklás       | 1:26,61       | 43.           | 1:26,75  | 36.      | 2:53,36    | 37.        |
| Klemen Kosi    | Szuperóriás-műlesiklás |               |               |          |          | 1:21,27    | 29.        |
| Mitja Valenčič | Műlesiklás             | 48,32         | 11.           | 55,82    | 15.      | 1:44,14    | 11.        |
| Žan Kranjec    | Műlesiklás             | nem ért célba | nem ért célba | kiesett  | kiesett  | kiesett    | kiesett    |
| Žan Kranjec    | Óriás-műlesiklás       | 1:23,82       | 29.           | 1:24,66  | 21.      | 2:48,48    | 23.        |

| Versenyző   | Versenyszám | Lesiklás | Lesiklás | Műlesiklás | Műlesiklás | Összesítés | Összesítés |
| Versenyző   | Versenyszám | Idő      | Hely.    | Idő        | Hely.      | Idő        | Helyezés   |
| ----------- | ----------- | -------- | -------- | ---------- | ---------- | ---------- | ---------- |
| Klemen Kosi | Összetett   | 1:56,41  | 30.      | kizárták   | kizárták   | kiesett    | kiesett    |

Női
| Versenyző       | Versenyszám            | 1. futam   | 1. futam   | 2. futam      | 2. futam      | Összesítés | Összesítés |
| Versenyző       | Versenyszám            | Idő        | Hely.      | Idő           | Hely.         | Idő        | Helyezés   |
| --------------- | ---------------------- | ---------- | ---------- | ------------- | ------------- | ---------- | ---------- |
| Tina Maze       | Lesiklás               |            |            |               |               | 1:41,57    | *          |
| Tina Maze       | Műlesiklás             | 53,29      | 3.         | 52,96         | 14.           | 1:46,25    | 8.         |
| Tina Maze       | Óriás-műlesiklás       | 1:17,88    | 1.         | 1:18,99       | 11.           | 2:36,87    |            |
| Tina Maze       | Szuperóriás-műlesiklás |            |            |               |               | 1:26,28    | 5.         |
| Ilka Štuhec     | Lesiklás               |            |            |               |               | 1:42,65    | 10.        |
| Ilka Štuhec     | Óriás-műlesiklás       | 1:23,03    | 34.        | 1:21,82       | 31.           | 2:44,85    | 31.        |
| Ilka Štuhec     | Szuperóriás-műlesiklás |            |            |               |               | 1:27,69    | 13.        |
| Maruša Ferk     | Lesiklás               |            |            |               |               | 1:43,24    | 18.        |
| Maruša Ferk     | Műlesiklás             | 57,43      | 26.        | 52,73         | 13.           | 1:50,16    | 19.        |
| Maruša Ferk     | Óriás-műlesiklás       | 1:22,57    | 31.        | nem ért célba | nem ért célba | kiesett    | kiesett    |
| Maruša Ferk     | Szuperóriás-műlesiklás |            |            |               |               | 1:28,19    | 16.        |
| Katarina Lavtar | Műlesiklás             | nem indult | nem indult | kiesett       | kiesett       | kiesett    | kiesett    |
| Katarina Lavtar | Óriás-műlesiklás       | 1:21,22    | 19.        | 1:19,42       | 15.           | 2:40,64    | 20.        |

| Versenyző   | Versenyszám | Lesiklás | Lesiklás | Műlesiklás    | Műlesiklás    | Összesítés | Összesítés |
| Versenyző   | Versenyszám | Idő      | Hely.    | Idő           | Hely.         | Idő        | Helyezés   |
| ----------- | ----------- | -------- | -------- | ------------- | ------------- | ---------- | ---------- |
| Tina Maze   | Összetett   | 1:43,54  | 3.       | 51,71         | 7.            | 2:35,25    | 4.         |
| Ilka Štuhec | Összetett   | 1:44,26  | 11.      | nem ért célba | nem ért célba | kiesett    | kiesett    |
| Maruša Ferk | Összetett   | 1:44,87  | 17.      | 52,02         | 10.           | 2:36,89    | 10.        |

* - egy másik versenyzővel azonos eredményt ért el

## Biatlon
Férfi
| Versenyző                                     | Versenyszám            | Időeredmény | Lövőhiba    | Helyezés |
| --------------------------------------------- | ---------------------- | ----------- | ----------- | -------- |
| Jakov Fak                                     | 10 km sprint           | 25:06,5     | 0 (0+0)     | 10.      |
| Jakov Fak                                     | 12,5 km üldözőverseny  | 36:11,2     | 6 (2+1+1+2) | 31.      |
| Jakov Fak                                     | 15 km tömegrajtos      | 42:57,2     | 2 (0+1+1+0) | 4.       |
| Jakov Fak                                     | 20 km egyéni indításos | 53:17,6     | 4 (1+0+1+2) | 32.      |
| Klemen Bauer                                  | 10 km sprint           | 25:40,7     | 2 (1+1)     | 26.      |
| Klemen Bauer                                  | 12,5 km üldözőverseny  | 35:39,8     | 4 (0+1+2+1) | 24.      |
| Klemen Bauer                                  | 20 km egyéni indításos | 55:29,1     | 5 (2+0+1+2) | 52.      |
| Janez Marič                                   | 10 km sprint           | 26:41,3     | 1 (0+1)     | 51.      |
| Janez Marič                                   | 12,5 km üldözőverseny  | 38:58,4     | 3 (0+1+0+2) | 49.      |
| Janez Marič                                   | 20 km egyéni indításos | 56:22,4     | 3 (1+1+0+1) | 63.      |
| Peter Dokl                                    | 10 km sprint           | 27:20,1     | 1 (1+0)     | 72.      |
| Peter Dokl                                    | 20 km egyéni indításos | 57:51,5     | 3 (0+2+0+1) | 74.      |
| Peter Dokl Jakov Fak Klemen Bauer Janez Marič | 4 × 7,5 km váltó       | 1:13:43,1   | 0+5         | 6.       |

Női
| Versenyző     | Versenyszám            | Időeredmény | Lövőhiba    | Helyezés |
| ------------- | ---------------------- | ----------- | ----------- | -------- |
| Teja Gregorin | 7,5 km sprint          | 21:48,9     | 1 (0+1)     | 15.      |
| Teja Gregorin | 10 km üldözőverseny    | 30:12,7     | 1 (0+0+1+0) |          |
| Teja Gregorin | 12,5 km tömegrajtos    | 36:05,0     | 0 (0+0+0+0) | 4.       |
| Teja Gregorin | 15 km egyéni indításos | 46:38,7     | 2 (1+0+0+1) | 11.      |

## Északi összetett
| Versenyző      | Versenyszám        | Síugrás | Síugrás | Síugrás | Síugrás    | Sífutás | Összesítés | Összesítés |
| Versenyző      | Versenyszám        | Táv     | Pont    | Hely.   | Időhátrány | Idő     | Idő        | Helyezés   |
| -------------- | ------------------ | ------- | ------- | ------- | ---------- | ------- | ---------- | ---------- |
| Gašper Berlot  | Normálsánc + 10 km | 92,5    | 106,3   | 39.     | +1:41      | 24:44,9 | 26:25,9    | 34.        |
| Gašper Berlot  | Nagysánc + 10 km   | 120,0   | 96,4    | 34.     | +2:10      | 23:46,6 | 25:56,6    | 33.        |
| Marjan Jelenko | Normálsánc + 10 km | 99,0    | 123,9   | 7.      | +0:30      | 24:53,2 | 25:23,2    | 21.        |
| Marjan Jelenko | Nagysánc + 10 km   | 124,5   | 109,1   | 14.     | +1:20      | 23:08,6 | 24:28,6    | 16.        |
| Mitja Oranič   | Normálsánc + 10 km | 93,5    | 109,2   | 30.     | +1:29      | 25:17,4 | 26:46,4    | 37.        |
| Mitja Oranič   | Nagysánc + 10 km   | 118,5   | 96,7    | 33.     | +2:09      | 24:29,8 | 26:38,8    | 39.        |

## Jégkorong

### Férfi
| Szlovén nemzeti férfi jégkorongcsapat-játékoskeret | Szlovén nemzeti férfi jégkorongcsapat-játékoskeret | Szlovén nemzeti férfi jégkorongcsapat-játékoskeret | Szlovén nemzeti férfi jégkorongcsapat-játékoskeret | Szlovén nemzeti férfi jégkorongcsapat-játékoskeret | Szlovén nemzeti férfi jégkorongcsapat-játékoskeret | Szlovén nemzeti férfi jégkorongcsapat-játékoskeret |
| #                                                  | Név                                                | Poszt                                              | Magasság                                           | Súly                                               | Kor                                                | Klub                                               |
| -------------------------------------------------- | -------------------------------------------------- | -------------------------------------------------- | -------------------------------------------------- | -------------------------------------------------- | -------------------------------------------------- | -------------------------------------------------- |
| 40                                                 | Luka Gračnar                                       | K                                                  | 179 cm                                             | 85 kg                                              | 1993. október 31. (20 évesen)                      | EC Salzburg                                        |
| 1                                                  | Andrej Hočevar                                     | K                                                  | 183 cm                                             | 83 kg                                              | 1984. november 21. (29 évesen)                     | Dauphins d'Épinal                                  |
| 33                                                 | Robert Kristan                                     | K                                                  | 182 cm                                             | 85 kg                                              | 1983. április 4. (30 évesen)                       | HK Nitra                                           |
| 15                                                 | Blaž Gregorc                                       | V                                                  | 190 cm                                             | 95 kg                                              | 1990. január 18. (24 évesen)                       | HC Pardubice                                       |
| 86                                                 | Sabahudin Kovačevič                                | V                                                  | 190 cm                                             | 95 kg                                              | 1986. február 26. (27 évesen)                      | HK Szariarka                                       |
| 28                                                 | Aleš Kranjc                                        | V                                                  | 182 cm                                             | 91 kg                                              | 1981. július 29. (32 évesen)                       | Kölner Haie                                        |
| 17                                                 | Žiga Pavlin                                        | V                                                  | 193 cm                                             | 97 kg                                              | 1985. április 30. (28 évesen)                      | IF Troja-Ljungby                                   |
| 14                                                 | Matic Podlipnik                                    | V                                                  | 180 cm                                             | 82 kg                                              | 1992. augusztus 9. (21 évesen)                     | HC Dukla Jihlava                                   |
| 7                                                  | Klemen Pretnar                                     | V                                                  | 182 cm                                             | 85 kg                                              | 1983. április 4. (30 évesen)                       | EC Villacher SV                                    |
| 51                                                 | Mitja Robar                                        | V                                                  | 177 cm                                             | 86 kg                                              | 1983. január 4. (31 évesen)                        | Krefeld Pinguine                                   |
| 4                                                  | Andrej Tavželj                                     | V                                                  | 188 cm                                             | 95 kg                                              | 1984. március 14. (29 évesen)                      | Dragons de Rouen                                   |
| 71                                                 | Bostjan Goličič                                    | T                                                  | 183 cm                                             | 88 kg                                              | 1989. június 12. (24 évesen)                       | Diables Rouges de Briançon                         |
| 8                                                  | Žiga Jeglič                                        | T                                                  | 185 cm                                             | 80 kg                                              | 1988. február 24. (25 évesen)                      | ERC Ingolstadt                                     |
| 11                                                 | Anže Kopitar                                       | T                                                  | 193 cm                                             | 103 kg                                             | 1987. augusztus 24. (26 évesen)                    | Los Angeles Kings                                  |
| 92                                                 | Anže Kuralt                                        | T                                                  | 175 cm                                             | 80 kg                                              | 1991. október 31. (22 évesen)                      | Dauphins d'Épinal                                  |
| 39                                                 | Jan Muršak                                         | T                                                  | 180 cm                                             | 85 kg                                              | 1988. január 20. (26 évesen)                       | HK CSZKA Moszkva                                   |
| 16                                                 | Aleš Mušič                                         | T                                                  | 176 cm                                             | 82 kg                                              | 1982. június 28. (31 évesen)                       | HDD Olimpija Ljubljana                             |
| 19                                                 | Žiga Pance                                         | T                                                  | 185 cm                                             | 89 kg                                              | 1989. január 1. (25 évesen)                        | HC Bolzano                                         |
| 9                                                  | Tomaž Razingar                                     | T                                                  | 186 cm                                             | 98 kg                                              | 1979. április 25. (34 évesen)                      | IF Troja-Ljungby                                   |
| 12                                                 | David Rodman                                       | T                                                  | 185 cm                                             | 83 kg                                              | 1983. szeptember 10. (30 évesen)                   | IK Oskarshamn                                      |
| 22                                                 | Marcel Rodman                                      | T                                                  | 186 cm                                             | 85 kg                                              | 1981. szeptember 25. (32 évesen)                   | Schwenninger Wild Wings                            |
| 55                                                 | Robert Sabolič                                     | T                                                  | 183 cm                                             | 90 kg                                              | 1988. szeptember 18. (25 évesen)                   | ERC Ingolstadt                                     |
| 24                                                 | Rok Tičar                                          | T                                                  | 180 cm                                             | 82 kg                                              | 1989. május 3. (24 évesen)                         | Kölner Haie                                        |
| 26                                                 | Jan Urbas                                          | T                                                  | 192 cm                                             | 98 kg                                              | 1989. január 26. (25 évesen)                       | EHC München                                        |
| 91                                                 | Miha Verlič                                        | T                                                  | 194 cm                                             | 86 kg                                              | 1991. augusztus 21. (22 évesen)                    | HDD Olimpija Ljubljana                             |
| Vezetőedző:                                        |                                                    |                                                    |                                                    |                                                    |                                                    |                                                    |

- Posztok rövidítései: K – Kapus, V – Védő, T – Támadó
- Kor: 2014. február 13-i kora

Csoportkör
A csoport
| Hely. | Csapat                 | M | Gy | HGy | HV | V | G+ | G– | Gk  | P | Továbbjutás |
| ----- | ---------------------- | - | -- | --- | -- | - | -- | -- | --- | - | ----------- |
| 1.    | Egyesült Államok (USA) | 3 | 2  | 1   | 0  | 0 | 15 | 4  | +11 | 8 | Negyeddöntő |
| 2.    | Oroszország (RUS)      | 3 | 1  | 1   | 1  | 0 | 8  | 5  | +3  | 6 | Rájátszás   |
| 3.    | Szlovénia (SVN)        | 3 | 1  | 0   | 0  | 2 | 6  | 11 | −5  | 3 | Rájátszás   |
| 4.    | Szlovákia (SVK)        | 3 | 0  | 0   | 1  | 2 | 2  | 11 | −9  | 1 | Rájátszás   |

| 2014. február 13. 16:30 (13:30) | Oroszország (RUS) | 5–2 (2–0, 1–2, 2–0) | Szlovénia (SLO) | Bolsoj Jégcsarnok, Szocsi Nézőszám: 11,653 |

| Jegyzőkönyv | Jegyzőkönyv      | Jegyzőkönyv                                | Jegyzőkönyv    | Jegyzőkönyv                                                                          |
| --- | ---------------- | ------------------------------------------ | -------------- | ------------------------------------------------------------------------------------ |
| | Szemjon Varlamov | Kapusok                                    | Robert Kristan | Játékvezetők: Dave Jackson Vladimír Šindler Vonalbírók: Lonnie Cameron Chris Carlson |
| \| A. Ovecskin (J. Malkin, A. Szjomin) – 01:17 \| 1–0 \| \| \| J. Malkin (A. Ovecskin, J. Medvegyev) – 03:54 \| 2–0 \| \| \| \| 2–1 \| 21:43 – Ž. Jeglič (M. Robar) \| \| I. Kovalcsuk (J. Malkin, A. Radulov) (PP1) – 37:48 \| 3–1 \| \| \| \| 3–2 \| 38:52 – Ž. Jeglič (R. Sabolič, A. Kopitar) \| \| V. Nyicsuskin (A. Tyerescsenko) – 43:59 \| 4–2 \| \| \| A. Belov (Ny. Nyikityin, A. Tyerescsenko) – 43:59 \| 5–2 \| \| |                  |                                            |                | Játékvezetők: Dave Jackson Vladimír Šindler Vonalbírók: Lonnie Cameron Chris Carlson |
| 6 perc | Büntetések       | 6 perc                                     |                | Játékvezetők: Dave Jackson Vladimír Šindler Vonalbírók: Lonnie Cameron Chris Carlson |
| 35 | Lövések          | 14                                         |                | Játékvezetők: Dave Jackson Vladimír Šindler Vonalbírók: Lonnie Cameron Chris Carlson |
| A. Ovecskin (J. Malkin, A. Szjomin) – 01:17 | 1–0              |                                            |                | Játékvezetők: Dave Jackson Vladimír Šindler Vonalbírók: Lonnie Cameron Chris Carlson |
| J. Malkin (A. Ovecskin, J. Medvegyev) – 03:54 | 2–0              |                                            |                | Játékvezetők: Dave Jackson Vladimír Šindler Vonalbírók: Lonnie Cameron Chris Carlson |
| | 2–1              | 21:43 – Ž. Jeglič (M. Robar)               |                | Játékvezetők: Dave Jackson Vladimír Šindler Vonalbírók: Lonnie Cameron Chris Carlson |
| I. Kovalcsuk (J. Malkin, A. Radulov) (PP1) – 37:48 | 3–1              |                                            |                |                                                                                      |
| | 3–2              | 38:52 – Ž. Jeglič (R. Sabolič, A. Kopitar) |                |                                                                                      |
| V. Nyicsuskin (A. Tyerescsenko) – 43:59 | 4–2              |                                            |                |                                                                                      |
| A. Belov (Ny. Nyikityin, A. Tyerescsenko) – 43:59 | 5–2              |                                            |                |                                                                                      |

| 2014. február 15. 12:00 (9:00) | Szlovákia (SVK) | 1–3 (0–0, 0–0, 1–3) | Szlovénia (SLO) | Bolsoj Jégcsarnok, Szocsi Nézőszám: 7438 |

| Jegyzőkönyv | Jegyzőkönyv    | Jegyzőkönyv                                    | Jegyzőkönyv    | Jegyzőkönyv                                                                       |
| --- | -------------- | ---------------------------------------------- | -------------- | --------------------------------------------------------------------------------- |
| | Jaroslav Halák | Kapusok                                        | Robert Kristan | Játékvezetők: Konsztantyin Olenyin Tim Peel Vonalbírók: Derek Amell Ivan Gyedovla |
| \| \| 0–1 \| 43:23 – R. Tičar (Ž. Jeglič, R. Sabolič) (PP1) \| \| \| 0–2 \| 48:59 – T. Razingar (J. Urbas, D. Rodman) \| \| \| 0–3 \| 49:22 – A. Kopitar (J. Muršak) \| \| T. Jurčo (T. Záborský, Z. Chára) (PP1) – 59:42 \| 1–3 \| \| |                |                                                |                | Játékvezetők: Konsztantyin Olenyin Tim Peel Vonalbírók: Derek Amell Ivan Gyedovla |
| 8 perc | Büntetések     | 10 perc                                        |                | Játékvezetők: Konsztantyin Olenyin Tim Peel Vonalbírók: Derek Amell Ivan Gyedovla |
| 28 | Lövések        | 31                                             |                | Játékvezetők: Konsztantyin Olenyin Tim Peel Vonalbírók: Derek Amell Ivan Gyedovla |
| | 0–1            | 43:23 – R. Tičar (Ž. Jeglič, R. Sabolič) (PP1) |                | Játékvezetők: Konsztantyin Olenyin Tim Peel Vonalbírók: Derek Amell Ivan Gyedovla |
| | 0–2            | 48:59 – T. Razingar (J. Urbas, D. Rodman)      |                | Játékvezetők: Konsztantyin Olenyin Tim Peel Vonalbírók: Derek Amell Ivan Gyedovla |
| | 0–3            | 49:22 – A. Kopitar (J. Muršak)                 |                | Játékvezetők: Konsztantyin Olenyin Tim Peel Vonalbírók: Derek Amell Ivan Gyedovla |
| T. Jurčo (T. Záborský, Z. Chára) (PP1) – 59:42 | 1–3            |                                                |                |                                                                                   |

| 2014. február 16. 16:30 (13:30) | Szlovénia (SLO) | 1–5 (0–2, 0–2, 1–1) | Egyesült Államok (USA) | Sajba Aréna, Szocsi Nézőszám: 4892 |

| Jegyzőkönyv | Jegyzőkönyv  | Jegyzőkönyv                                      | Jegyzőkönyv | Jegyzőkönyv                                                                |
| --- | ------------ | ------------------------------------------------ | ----------- | -------------------------------------------------------------------------- |
| | Luka Gračnar | Kapusok                                          | Ryan Miller | Játékvezetők: Mike Leggo Jyri Rönn Vonalbírók: Miroslav Valach Mark Wheler |
| \| \| 0–1 \| 01:04 – P. Kessel (J. Pavelski) \| \| \| 0–2 \| 04:33 – P. Kessel (J. Pavelski, B. Orpik) \| \| \| 0–3 \| 31:05 – P. Kessel (J. van Riemsdyk, J. Pavelski) \| \| \| 0–4 \| 32:17 – R. McDonagh (B. Wheeler, T. Oshie) \| \| \| 0–5 \| 43:26 – D. Backes (R. Callahan, D. Brown) \| \| M. Rodman (D. Rodman, J. Urbas) – 59:42 \| 1–5 \| \| |              |                                                  |             | Játékvezetők: Mike Leggo Jyri Rönn Vonalbírók: Miroslav Valach Mark Wheler |
| 4 perc | Büntetések   | 6 perc                                           |             | Játékvezetők: Mike Leggo Jyri Rönn Vonalbírók: Miroslav Valach Mark Wheler |
| 18 | Lövések      | 28                                               |             | Játékvezetők: Mike Leggo Jyri Rönn Vonalbírók: Miroslav Valach Mark Wheler |
| | 0–1          | 01:04 – P. Kessel (J. Pavelski)                  |             | Játékvezetők: Mike Leggo Jyri Rönn Vonalbírók: Miroslav Valach Mark Wheler |
| | 0–2          | 04:33 – P. Kessel (J. Pavelski, B. Orpik)        |             | Játékvezetők: Mike Leggo Jyri Rönn Vonalbírók: Miroslav Valach Mark Wheler |
| | 0–3          | 31:05 – P. Kessel (J. van Riemsdyk, J. Pavelski) |             | Játékvezetők: Mike Leggo Jyri Rönn Vonalbírók: Miroslav Valach Mark Wheler |
| | 0–4          | 32:17 – R. McDonagh (B. Wheeler, T. Oshie)       |             |                                                                            |
| | 0–5          | 43:26 – D. Backes (R. Callahan, D. Brown)        |             |                                                                            |
| M. Rodman (D. Rodman, J. Urbas) – 59:42 | 1–5          |                                                  |             |                                                                            |

Rájátszás a negyeddöntőbe jutásért
| 2014. február 18. 12:00 (09:00) | Szlovénia (SLO) | 4–0 (2–0, 1–0, 1–0) | Ausztria (AUT) | Bolsoj Jégcsarnok, Szocsi Nézőszám: 6821 |

| Jegyzőkönyv | Jegyzőkönyv    | Jegyzőkönyv | Jegyzőkönyv   | Jegyzőkönyv                                                                                |
| --- | -------------- | ----------- | ------------- | ------------------------------------------------------------------------------------------ |
| | Robert Kristan | Kapusok     | Mathias Lange | Játékvezetők: Dave Jackson Vladimír Šindler Vonalbírók: Tommy George Christopher Woodworth |
| \| A. Kopitar (R. Tičar, Ž. Jeglič) (PP) – 05:29 \| 1–0 \| \| \| J. Urbas (S. Kovačevič) (SH) – 11:57 \| 2–0 \| \| \| S. Kovačevič (D. Rodman, J. Muršak) – 23:21 \| 3–0 \| \| \| J. Muršak (D. Rodman) (EN) – 57:02 \| 4–0 \| \| |                |             |               | Játékvezetők: Dave Jackson Vladimír Šindler Vonalbírók: Tommy George Christopher Woodworth |
| 6 perc | Büntetések     | 10 perc     |               | Játékvezetők: Dave Jackson Vladimír Šindler Vonalbírók: Tommy George Christopher Woodworth |
| 30 | Lövések        | 31          |               | Játékvezetők: Dave Jackson Vladimír Šindler Vonalbírók: Tommy George Christopher Woodworth |
| A. Kopitar (R. Tičar, Ž. Jeglič) (PP) – 05:29 | 1–0            |             |               | Játékvezetők: Dave Jackson Vladimír Šindler Vonalbírók: Tommy George Christopher Woodworth |
| J. Urbas (S. Kovačevič) (SH) – 11:57 | 2–0            |             |               | Játékvezetők: Dave Jackson Vladimír Šindler Vonalbírók: Tommy George Christopher Woodworth |
| S. Kovačevič (D. Rodman, J. Muršak) – 23:21 | 3–0            |             |               | Játékvezetők: Dave Jackson Vladimír Šindler Vonalbírók: Tommy George Christopher Woodworth |
| J. Muršak (D. Rodman) (EN) – 57:02 | 4–0            |             |               |                                                                                            |

Negyeddöntő
| 2014. február 19. 12:00 (9:00) | Svédország (SWE) | 5–0 (1–0, 0–0, 4–0) | Szlovénia (SLO) | Bolsoj Jégcsarnok, Szocsi Nézőszám: 7325 |

| Jegyzőkönyv | Jegyzőkönyv      | Jegyzőkönyv | Jegyzőkönyv    | Jegyzőkönyv                                                                     |
| --- | ---------------- | ----------- | -------------- | ------------------------------------------------------------------------------- |
| | Henrik Lundqvist | Kapusok     | Robert Kristan | Játékvezetők: Brad Meier Vladimír Šindler Vonalbírók: Chris Carlson Mark Wheler |
| \| A. Steen (D. Alfredsson, E. Karlsson) (PP1) – 18:50 \| 1–0 \| \| \| D. Sedin (L. Eriksson) – 41:42 \| 2–0 \| \| \| L. Eriksson (N. Bäckström, J. Oduya) – 48:04 \| 3–0 \| \| \| C. Hagelin (N. Kronwall, J. Ericsson) – 51:27 \| 4–0 \| \| \| C. Hagelin (E. Karlsson) – 56:10 \| 5–0 \| \| |                  |             |                | Játékvezetők: Brad Meier Vladimír Šindler Vonalbírók: Chris Carlson Mark Wheler |
| 8 perc | Büntetések       | 8 perc      |                | Játékvezetők: Brad Meier Vladimír Šindler Vonalbírók: Chris Carlson Mark Wheler |
| 38 | Lövések          | 19          |                | Játékvezetők: Brad Meier Vladimír Šindler Vonalbírók: Chris Carlson Mark Wheler |
| A. Steen (D. Alfredsson, E. Karlsson) (PP1) – 18:50 | 1–0              |             |                | Játékvezetők: Brad Meier Vladimír Šindler Vonalbírók: Chris Carlson Mark Wheler |
| D. Sedin (L. Eriksson) – 41:42 | 2–0              |             |                | Játékvezetők: Brad Meier Vladimír Šindler Vonalbírók: Chris Carlson Mark Wheler |
| L. Eriksson (N. Bäckström, J. Oduya) – 48:04 | 3–0              |             |                | Játékvezetők: Brad Meier Vladimír Šindler Vonalbírók: Chris Carlson Mark Wheler |
| C. Hagelin (N. Kronwall, J. Ericsson) – 51:27 | 4–0              |             |                |                                                                                 |
| C. Hagelin (E. Karlsson) – 56:10 | 5–0              |             |                |                                                                                 |

| Csapat          | Helyezés |
| --------------- | -------- |
| Szlovénia (SLO) | 7.       |

## Síakrobatika
Krossz
| Versenyző    | Versenyszám | Selejtező | Selejtező | Nyolcaddöntő | Negyeddöntő | Elődöntő | Döntő       | Helyezés |
| Versenyző    | Versenyszám | Idő       | Hely.     | Helyezés     | Helyezés    | Helyezés | Helyezés    | Helyezés |
| ------------ | ----------- | --------- | --------- | ------------ | ----------- | -------- | ----------- | -------- |
| Filip Flisar | Férfi       | 1:17,35   | 7.        | 1.           | 1.          | 4.       | Kisdöntő 2. | 6.       |

## Sífutás
Női
| Versenyző                                                 | Versenyszám    | Selejtező | Selejtező | Negyeddöntő | Negyeddöntő | Elődöntő | Elődöntő | Döntő     | Döntő    |
| Versenyző                                                 | Versenyszám    | Idő       | Hely.     | Idő         | Hely.       | Idő      | Hely.    | Idő       | Helyezés |
| --------------------------------------------------------- | -------------- | --------- | --------- | ----------- | ----------- | -------- | -------- | --------- | -------- |
| Barbara Jezeršek                                          | 10 km          |           |           |             |             |          |          | 31:40,0   | 41.      |
| Barbara Jezeršek                                          | 15 km          |           |           |             |             |          |          | 40:29,5   | 19.      |
| Barbara Jezeršek                                          | 30 km          |           |           |             |             |          |          | 1:15:35,8 | 31.      |
| Alenka Čebašek                                            | 10 km          |           |           |             |             |          |          | 31:13,6   | 33.      |
| Alenka Čebašek                                            | Sprint         | 2:35,94   | 14.       | 2:37,69     | 4.          | kiesett  | kiesett  | kiesett   | 17.      |
| Katja Višnar                                              | 10 km          |           |           |             |             |          |          | 32:47,0   | 54.      |
| Katja Višnar                                              | Sprint         | 2:32,47   | 2.        | 2:36,45     | 1.          | 2:37,76  | 5.       | kiesett   | 9.       |
| Nika Razinger                                             | 10 km          |           |           |             |             |          |          | 33:54,1   | 60.      |
| Nika Razinger                                             | Sprint         | 2:36,55   | 17.       | 2:43,61     | 6.          | kiesett  | kiesett  | kiesett   | 27.      |
| Vesna Fabjan                                              | Sprint         | 2:34,13   | 4.        | 2:37,22     | 2.          | 2:36,02  | 2.       | 2:35,89   |          |
| Alenka Čebašek Katja Višnar                               | Csapatsprint   |           |           |             |             | 17:00,32 | 6.       | kiesett   | 16.      |
| Alenka Čebašek Katja Višnar Barbara Jezeršek Vesna Fabjan | 4 × 5 km váltó |           |           |             |             |          |          | 56:37,0   | 11.      |

## Síugrás
Férfi
| Versenyző                                            | Versenyszám | Selejtező | Selejtező | Selejtező | 1. ugrás   | 1. ugrás   | 1. ugrás   | 2. ugrás | 2. ugrás | 2. ugrás | Összesítés | Összesítés |
| Versenyző                                            | Versenyszám | Táv       | Pont      | Hely.     | Táv        | Pont       | Hely.      | Táv      | Pont     | Hely.    | Pont       | Helyezés   |
| ---------------------------------------------------- | ----------- | --------- | --------- | --------- | ---------- | ---------- | ---------- | -------- | -------- | -------- | ---------- | ---------- |
| Jernej Damjan                                        | Normálsánc  | 93,5      | 115,6     | 14.       | 99,5       | 128,6      | 11.        | 101,0    | 126,1    | 7.       | 254,7      | 9.         |
| Jernej Damjan                                        | Nagysánc    | 126,0     | 115,9     | 8.        | 130,5      | 124,7      | 13.        | 124,5    | 121,2    | 20.      | 245,9      | 17.        |
| Robert Kranjec                                       | Normálsánc  | kiemelt   | kiemelt   | kiemelt   | nem indult | nem indult | nem indult | kiesett  | kiesett  | kiesett  | kiesett    | kiesett    |
| Robert Kranjec                                       | Nagysánc    | kiemelt   | kiemelt   | kiemelt   | 125,5      | 108,1      | 37.        | kiesett  | kiesett  | kiesett  | kiesett    | kiesett    |
| Peter Prevc                                          | Normálsánc  | kiemelt   | kiemelt   | kiemelt   | 102,5      | 134,8      | 3.         | 99,0     | 130,5    | 3.       | 265,8      |            |
| Peter Prevc                                          | Nagysánc    | kiemelt   | kiemelt   | kiemelt   | 135,0      | 134,5      | 4.         | 131,0    | 140,3    | 1.       | 274,8      |            |
| Jurij Tepeš                                          | Normálsánc  | 89,5      | 106,9     | 31.       | 100,0      | 127,0      | 12.        | 93,0     | 109,7    | 29.      | 236,7      | 26.        |
| Jurij Tepeš                                          | Nagysánc    | 123,5     | 107,9     | 15.       | 124,5      | 118,2      | 23.        | 131,0    | 124,0    | 16.      | 242,2      | 20.        |
| Jurij Tepeš Robert Kranjec Jernej Damjan Peter Prevc | Csapat      |           |           |           | 515,0      | 488,2      | 5.         | 524,0    | 507,4    | 5.       | 995,6      | 5.         |

Női
| Versenyző    | Versenyszám | 1. ugrás | 1. ugrás | 1. ugrás | 2. ugrás | 2. ugrás | 2. ugrás | Összesítés | Összesítés |
| Versenyző    | Versenyszám | Táv      | Pont     | Hely.    | Táv      | Pont     | Hely.    | Pont       | Helyezés   |
| ------------ | ----------- | -------- | -------- | -------- | -------- | -------- | -------- | ---------- | ---------- |
| Maja Vtič    | Normálsánc  | 100,5    | 120,1    | 6.       | 100,5    | 121,8    | 3.       | 241,9      | 6.         |
| Katja Požun  | Normálsánc  | 96,5     | 113,9    | 17.      | 99,5     | 119,7    | 7.       | 233,6      | 11.        |
| Špela Rogelj | Normálsánc  | 91,5     | 102,0    | 26.      | 86,5     | 97,6     | 27.      | 199,6      | 26.        |
| Eva Logar    | Normálsánc  | 90,0     | 100,1    | 28.      | 88,0     | 99,0     | 26.      | 199,1      | 27.        |

## Snowboard
Akrobatika
| Versenyző         | Versenyszám    | Selejtező  | Selejtező  | Selejtező | Elődöntő | Elődöntő | Elődöntő | Döntő    | Döntő       | Helyezés |
| Versenyző         | Versenyszám    | 1. futam   | 2. futam   | Hely.     | 1. futam | 2. futam | Hely.    | 1. futam | 2. futam    | Helyezés |
| ----------------- | -------------- | ---------- | ---------- | --------- | -------- | -------- | -------- | -------- | ----------- | -------- |
| Tim-Kevin Ravnjak | Férfi halfpipe | 68,75      | 76,50      | 5.        | 72,00    | 75,50    | 6.       | 72,25    | 16,50       | 8.       |
| Jan Kralj         | Férfi halfpipe | 59,75      | 27,75      | 15.       | kiesett  | kiesett  | kiesett  | kiesett  | kiesett     | 29.      |
| Cilka Sadar       | Női slopestyle | nem indult | nem indult | kiesett   | kiesett  | kiesett  | kiesett  | kiesett  | helyezetlen |          |

Parallel
| Versenyző        | Versenyszám                 | Selejtező | Selejtező   | Nyolcaddöntő                        | Negyeddöntő                         | Elődöntő                        | Döntő                            | Helyezés    |
| Versenyző        | Versenyszám                 | Idő       | Hely.       | Ellenfél Eredmény                   | Ellenfél Eredmény                   | Ellenfél Eredmény               | Ellenfél Eredmény                | Helyezés    |
| ---------------- | --------------------------- | --------- | ----------- | ----------------------------------- | ----------------------------------- | ------------------------------- | -------------------------------- | ----------- |
| Rok Marguč       | Férfi parallel slalom       | 59,52     | 12.         | Patrick Bussler (GER) · V +0,84     | kiesett                             | kiesett                         | kiesett                          | 12.         |
| Rok Marguč       | Férfi parallel giant slalom | 1:37,33   | 4.          | Jasey-Jay Anderson (CAN) · GY –0,47 | Nevin Galmarini (SUI) · V +0,09     | kiesett                         | kiesett                          | 5.          |
| Rok Flander      | Férfi parallel slalom       | 1:00,30   | 22.         | kiesett                             | kiesett                             | kiesett                         | kiesett                          | 22.         |
| Rok Flander      | Férfi parallel giant slalom | 1:37,53   | 6.          | Alexander Bergmann (GER) · GY –0,34 | Patrick Bussler (GER) · V +0,40     | kiesett                         | kiesett                          | 6.          |
| Žan Košir        | Férfi parallel slalom       | 58,92     | 2.          | Jasey-Jay Anderson (CAN) · GY –0,44 | Nevin Galmarini (SUI) · GY –0,20    | Aaron March (ITA) · GY –11,94   | Vic Wild (RUS) · V +0,11         |             |
| Žan Košir        | Férfi parallel giant slalom | 1:37,82   | 8.          | Philipp Schoch (SUI) · GY –1,17     | Andreas Prommegger (AUT) · GY –0,53 | Nevin Galmarini (SUI) · V +1,36 | Patrick Bussler (GER) · GY –2,26 |             |
| Izidor Šušteršič | Férfi parallel slalom       | kizárták  | helyezetlen | kiesett                             | kiesett                             | kiesett                         | kiesett                          | helyezetlen |
| Izidor Šušteršič | Férfi parallel giant slalom | 1:41,02   | 21.         | kiesett                             | kiesett                             | kiesett                         | kiesett                          | 21.         |
| Gloria Kotnik    | Női parallel slalom         | 1:05,94   | 23.         | kiesett                             | kiesett                             | kiesett                         | kiesett                          | 23.         |
| Gloria Kotnik    | Női parallel giant slalom   | 1:57,68   | 24.         | kiesett                             | kiesett                             | kiesett                         | kiesett                          | 24.         |